# Geleitzug HX 229
Der Geleitzug HX 229 war ein alliierter Geleitzug der HX-Geleitzugserie zur Versorgung Großbritanniens im Zweiten Weltkrieg. Er fuhr am 8. März 1943 in New York ab und traf am 23. März in Liverpool ein. Die Alliierten verloren durch deutsche U-Boote 13 Frachtschiffe mit 93.502 BRT, während auf deutscher Seite ein U-Boot verloren ging. Damit war der HX 229 der verlustreichste HX-Geleitzug.

## Zusammensetzung und Sicherung

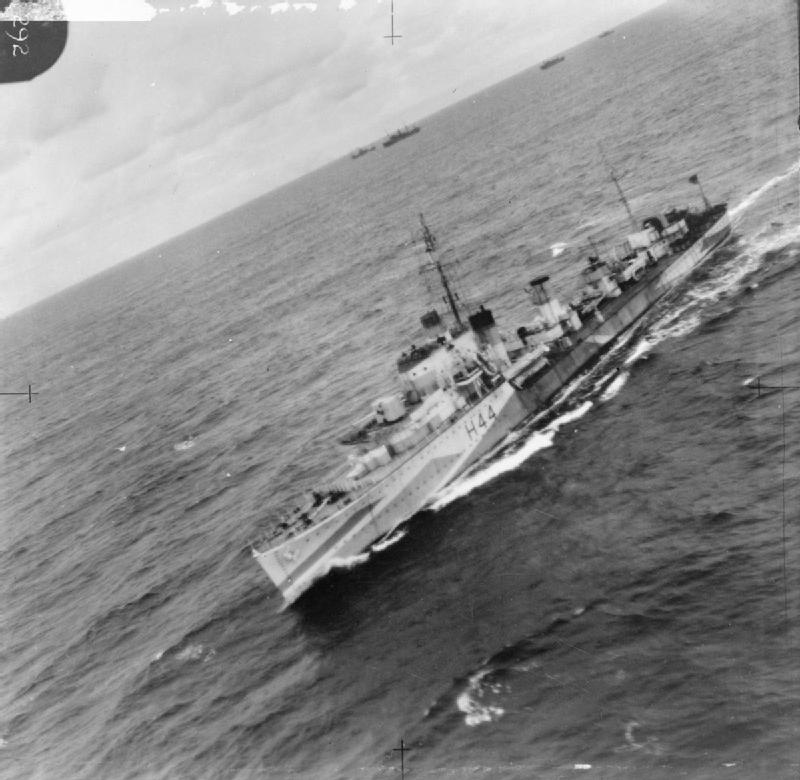
Zerstörer Highlander

Der Geleitzug HX 229 setzte sich aus 40 Frachtschiffen zusammen. Am 8. März 1943 verließ er New York (Lage) in Richtung Liverpool (Lage). Kommodore des Konvois war Captain M. J. D. Mayal der sich auf der Abraham Lincoln eingeschifft hatte. Bis zum 14. März übernahm eine lokale US-amerikanisch-kanadische Eskorte mit dem US-Zerstörer Kendrick, dem kanadischen Zerstörer Chelsea und den kanadischen Korvetten Oakville und  Fredericton die Sicherung. Am 12. März stieß der kanadische Zerstörer Annapolis dazu, der die Chelsea ablöste. Nachdem der Geleitzug den Bereich der Mid-Ocean-Escort-Force erreicht hatte, übernahm die Escort Group B4 (Lt. Cdr. Luther) die alleinige Sicherung. Diese setzte sich zusammen aus den britischen Zerstörern Volunteer, Mansfield, Beverly und Witherington und den britischen Korvetten Anemone und Pennywort. Nachdem der Geleitzug in der Nacht zum 17. März erstmals angegriffen wurde, kamen weitere Sicherungsschiffe hinzu. Diese wurden von anderen Geleitzügen abgezogen oder liefen von der US-amerikanischen Ostküste mit Höchstfahrt zum Geleitzug. So kamen am 18. März der britische Zerstörer Highlander und am 19. der US-Coastguard Cutter Ingham, der US-Zerstörer Babbitt und der britische Zerstörer Vimy hinzu. Vom 21. bis zum 23. März übernahm dann eine lokale britische Eskorte die Sicherung bis Liverpool.
| Name              | Flagge                 | Vermessung in BRT | Verbleib                              |
| ----------------- | ---------------------- | ----------------- | ------------------------------------- |
| Abraham Lincoln   | Norwegen               | 5.740             |                                       |
| Antar             | Vereinigtes Königreich | 5.222             |                                       |
| Belgian Gulf      | Panama                 | 8.237             |                                       |
| Canadian Star     | Vereinigtes Königreich | 8.293             | am 18. März von U 221 versenkt (Lage) |
| Cape Breton       | Vereinigtes Königreich | 6.044             |                                       |
| City Of Agra      | Vereinigtes Königreich | 6.361             |                                       |
| Clan Matheson     | Vereinigtes Königreich | 5.613             |                                       |
| Coracero          | Vereinigtes Königreich | 7.252             | am 17. März von U 384 versenkt (Lage) |
| Daniel Webster    | Vereinigte Staaten     | 7.176             |                                       |
| El Mundo          | Panama                 | 6.035             |                                       |
| Elin K            | Norwegen               | 5.214             | am 16. März von U 603 versenkt (Lage) |
| Empire Cavalier   | Vereinigtes Königreich | 9.891             |                                       |
| Empire Knight     | Vereinigtes Königreich | 7.244             |                                       |
| Fort Anne         | Vereinigtes Königreich | 7.134             |                                       |
| Gulfdisc          | Vereinigte Staaten     | 7.141             |                                       |
| Harry Luckenbach  | Vereinigte Staaten     | 6.366             | am 17. März von U 91 versenkt (Lage)  |
| Hugh Williamson   | Vereinigte Staaten     | 7.177             |                                       |
| Irénée Du Pont    | Vereinigte Staaten     | 6.125             | am 17. März von U 91 versenkt (Lage)  |
| James Oglethorpe  | Vereinigte Staaten     | 7.176             | am 17. März von U 91 versenkt (Lage)  |
| Jean              | Vereinigte Staaten     | 4.902             |                                       |
| Kaipara           | Vereinigtes Königreich | 5.882             |                                       |
| Kofresi           | Vereinigte Staaten     | 4.934             |                                       |
| Luculus           | Vereinigtes Königreich | 6.546             |                                       |
| Magdala           | Niederlande            | 8.248             |                                       |
| Margaret Lykes    | Vereinigte Staaten     | 3.537             |                                       |
| Mathew Luckenbach | Vereinigte Staaten     | 5.848             | am 19. März von U 523 versenkt (Lage) |
| Nariva            | Vereinigtes Königreich | 8.714             | am 17. März von U 91 versenkt (Lage)  |
| Nebraska          | Vereinigtes Königreich | 8.261             |                                       |
| Nicania           | Vereinigtes Königreich | 8.179             |                                       |
| Pan-Rhode Island  | Vereinigtes Königreich | 7.742             |                                       |
| Regent Panther    | Vereinigtes Königreich | 9.556             |                                       |
| Robert Howe       | Vereinigte Staaten     | 7.177             |                                       |
| San Veronico      | Vereinigtes Königreich | 8.189             |                                       |
| Southern Princess | Vereinigtes Königreich | 12.156            | am 17. März von U 600 versenkt (Lage) |
| Stephen C Foster  | Vereinigte Staaten     | 7.196             | umgekehrt                             |
| Tekoa             | Vereinigtes Königreich | 8.695             |                                       |
| Terkoelei         | Niederlande            | 5.158             | am 17. März von U 631 versenkt (Lage) |
| Walter Q Gresham  | Vereinigte Staaten     | 7.191             | am 18. März von U 221 versenkt (Lage) |
| William Eustis    | Vereinigte Staaten     | 7.196             | am 17. März von U 435 versenkt (Lage) |
| Zaanland          | Niederlande            | 6.813             | am 17. März von U 758 versenkt (Lage) |

## Verlauf
Am 15. März 1943 ortete U 91 den Geleitzug mit seinem Hydrophon. Daraufhin setzte der BdU die U-Boote U 84, U 664 und U 758 der Gruppe Raubgraf auf die vermutete Route des Geleitzuges an. Inzwischen sichtete aber das auf dem Rückmarsch befindliche U 653 den Geleitzug, meldete dessen Position und sendete Peilzeichen. Daraufhin wies die U-Boot-Führung die weiteren Raubgraf-Boote U 89, U 435, U 468, U 600, U 603, U 615, U 621, U 635, U 638 und U 653 an, die Peilzeichen anzusteuern. Zwei weitere U-Boote der Gruppe Stürmer (U 631 und U 384) sowie das auf Heimatkurs fahrende U 288 erreichten den Geleitzug ebenfalls. In der Nacht vom 16. zum 17. März erfolgte der Angriff mehrerer Boote. Dabei versenkte U 603 den Frachter Elin K, der mit Weizen, Mangan und Post beladen war und dessen gesamte Besatzung gerettet werden konnte. Anschließend versenkte U 758 den Frachter Zaanland mit einer Weizen- und Zinkladung, ohne dass Verluste unter der Besatzung auftraten, und U 600 das Walfangmutterschiff Southern Princess, das Treibstoff und Öl geladen hatte und sechs seiner 199 Mann starken Besatzung verlor. Danach konnte U 91 die Frachter Harry Luckenbach unter Verlust der gesamten 80-köpfigen Besatzung, James Oglethorpe mit 44 Toten und 30 Geretteten und Nariva ohne Besatzungsverluste versenken. Des Weiteren zerstörte U 384 den Frachter Coracero, wobei fünf Seeleute starben und U 631 den Frachter Terkoelei mit einer Weizen- und Zinkladung, der 36 von 97 Mann mit auf den Grund nahm. U 91 beschädigte noch die William Eustis, die Zucker geladen hatte und die Irenee Du Pont mit einer Ölladung, die wenig später von U 435 und U 600 versenkt wurden. Insgesamt versenkten die U-Boote in dieser Nacht zehn Schiffe mit 72.170 BRT.
Die alliierten Sicherungsschiffe konnten wenig gegen die U-Boote ausrichten, da sie mit der Rettung der Besatzungen der versenkten Schiffe beschäftigt waren. Nur U 758 meldete Schäden durch Wasserbomben. Am Morgen des 17. März erschienen auf Island stationierte alliierte Langstreckenflugzeuge über dem Geleitzug. Sie sichteten viele U-Boote und griffen sie an. Dadurch mussten diese abtauchen, was die Verfolgung des Geleitzuges erschwerte. Trotzdem versenkte U 221 am 18. März die Walter Q Gresham, die Lebensmittel geladen hatte und auf der 28 Besatzungsangehörige ihr Leben ließen, und die Canadian Star unter Verlust von 34 Besatzungsmitgliedern. U 523 schickte die am 19. März durch U 527 schon beschädigte Mathew Luckenbach ohne Menschenverluste auf den Grund.
Danach, inzwischen waren weitere Sicherungsschiffe herangekommen und in der Luft sicherten bis zu 16 Flugzeuge (B-24, B-17, Sunderland), gelang den U-Booten keine Versenkung mehr. Eine B 17 versenkte am späten Nachmittag des 19. März U 384 unter Verlust der gesamten Besatzung. Am Morgen des 21. März drängten Sicherungsschiffe U 631, das als letztes U-Boot noch Kontakt hielt, ab. Am 23. März traf der Konvoi in Liverpool unter Verlust von 13 Schiffen mit 93.502 BRT ein.